# Dietmar Nöckler
Dietmar Nöckler är en italiensk aktiv längdskidåkare. Han är född den 29 september 1988 i Italien. 

### Fotnoter
1. ↑  ”Cross Country - Athlete: Dietmar Noeckler”. fis-ski.com. FIS. Arkiverad från originalet den 18 mars 2015. https://web.archive.org/web/20150318082045/http://www.fis-ski.com/cross-country/athletes/athlete=noeckler-dietmar-122767/. Läst 22 februari 2015.